# Broadway (mikroprocesszor)
A Broadway egy 32 bites CPU kódneve, mely a Nintendo Wii videójáték-konzol központi egysége. Az IBM tervezte, jelenleg 90 nm-es csíkszélességű SOI folyamattal készül.

## Leírás
Az IBM állítása szerint a processzor energiafogyasztása 20%-kal kevesebb, mint elődjéé, a 180 nm-es folyamattal készült Gekko processzoré, ami a Nintendo GameCube játékkonzol processzora.
A Broadway processzort jelenleg is gyártják, az IBM saját félvezető-fejlesztési és gyártó egységében, East Fishkillben, New York államban. A processzor összeszerelését és a tesztelési műveleteket az IBM Quebec állambeli bromonti egységében végzik. A processzorról igen kevés hivatalos részlet került nyilvánosságra a Nintendo vagy az IBM részéről. Nem hivatalos jelentések szerint a processzor a GameCube konzolban alkalmazott 486 MHz-es Gekko processzor architektúrájának egy változatára épül, és annál 50%-kal gyorsabban fut, 729 MHz-es órajelen.
A 2006-ban kibocsátott PowerPC 750CL IBM szériaprocesszor gyakorlatilag megegyezik az Broadway processzorral, az egyetlen különbség, hogy a 750CL különböző, 400 MHz-től 1000 MHz-ig terjedő órajelű verziókban is kapható.

## Műszaki adatok
- 90 nanométeres gyártási technológia
- Soron kívüli végrehajtású (out-of-order execution) Power Architektúrájú mag, a Wii platform speciális igényei szerint módosítva
- IBM szilícium szigetelőn (silicon on insulator, SOI) technológia
- Visszafelé kompatibilis a Gekko processzorral
- Órajele 729 MHz
- 32 bites egészértékű (integer) egység
- 64 bites lebegőpontos (vagy 2 × 32 bites SIMD, ez „páros egész”-ként is ismert)
- 64 KiB L1 gyorsítótár (32 KiB utasítás + 32 KiB adat)
- 256 KiB L2 gyorsítótár
- 2,9 GFLOPS

### Külső busz
- 64 bites
- Órajele 243 MHz
- Sávszélesség: 1,944 gigabyte másodpercenként

## Fordítás
Ez a szócikk részben vagy egészben  a   Broadway (microprocessor) című angol Wikipédia-szócikk ezen változatának fordításán alapul.  Az eredeti cikk szerkesztőit annak laptörténete sorolja fel. Ez a jelzés csupán a megfogalmazás eredetét és a szerzői jogokat jelzi, nem szolgál a cikkben szereplő információk forrásmegjelöléseként.